# Arne Elsholtz
Arne Elsholtz (* 14. August 1944 in Pritzwalk; † 26. April 2016 in Berlin) war ein deutscher Synchronsprecher, Synchronregisseur, Dialogbuch- und Drehbuchautor sowie Schauspieler. Als deutsche Stimme von Tom Hanks, Bill Murray, Kevin Kline, Jeff Goldblum und Eric Idle gehörte er zu den bekanntesten und profiliertesten Sprechern. Seit den 1970er Jahren war er zudem für die deutschsprachigen Fassungen zahlreicher Kino- und Fernsehproduktionen aus unterschiedlichen Genres verantwortlich.

## Leben und Wirken

### Synchronisation
Arne Elsholtz wurde als Sohn der Schauspieler und Synchronsprecher Peter Elsholtz (1907–1977) und Karin Vielmetter (1907–?) geboren. Seine Schwester Edith Elsholtz (1930–2004) arbeitete ebenfalls in der Synchronbranche. Aufgrund der beruflichen Verbindungen seines Vaters, der sich nach Ende des Zweiten Weltkrieges vor allem auf Synchronregie konzentrierte, bot sich ihm früh die Möglichkeit, in das Metier der Filmsynchronisation einzusteigen. Seine Schauspielausbildung absolvierte er bei Marlise Ludwig in Berlin, und er agierte mehrere Jahre an dortigen Theaterbühnen.
Parallel dazu entfaltete Elsholtz als Synchronautor und -regisseur sowie als Synchronsprecher seit 1964 eine rege Tätigkeit und gehörte zu den bekanntesten Stimmen im deutschsprachigen Raum. Während er in den 1970er und 1980er Jahren überwiegend für komödiantisch geprägte Rollen engagiert wurde, darunter Steve Guttenberg als Carey Mahoney und Matt McCoy als Nick Lassard in der Filmreihe Police Academy sowie Sam Hui als King Kong in der Filmreihe Mad Mission, nahm im weiteren Verlauf die Besetzung auf ernsthafte und seriöse Charaktere zu. In Der Mann mit der Todeskralle (1973) lieh er Bruce Lee als Lee in dessen letztem und einzigem Hollywood-Film seine Stimme. Seit Wahnsinn ohne Handicap (1980) wurde Elsholtz bis auf wenige Ausnahmen für die Synchronisation von Bill Murray eingesetzt, seit Ein Fisch namens Wanda (1988) für Kevin Kline. Darüber hinaus prägte Elsholtz mit seiner Stimme seit Ende der 1980er Jahre den Charakterdarsteller Tom Hanks, darunter in dessen oscarprämierten Rollen in Philadelphia (1993) und Forrest Gump (1994). Weitere Schauspieler, denen Elsholtz wiederkehrend seine charakteristische nasale Stimme lieh, sind Jeff Goldblum und Eric Idle.
In Zeichentrickproduktionen war Elsholtz unter anderem in der 52 Episoden umfassenden Anime-Serie Saber Rider und die Starsheriffs (1988) als Jesse Blue zu hören. In der animierten Sitcom South Park vertonte er Jimbo Kern, wurde jedoch ab der fünften Staffel von Gudo Hoegel abgelöst. 1997 übernahm Elsholtz die Rolle des Hades im Disney-Zeichentrickfilm Hercules, den er auch in der darauf basierenden Zeichentrickserie Disneys Hercules sowie den beiden Kingdom-Hearts-Videospielen sprach. Im selben Jahr sprach er den von John Glover gespielten Dr. Jason Woodrue in der Comicverfilmung Batman & Robin. Aufmerksamkeit erlangte er zudem als Mammut Manfred in dem Computeranimationserfolg Ice Age (2002) und in den Fortsetzungen Ice Age 2 (2006), Ice Age 3 (2009) und Ice Age 4 (2012), in denen er neben Otto Waalkes als Faultier Sid in einer Hauptrolle engagiert war. In dem Pixar-Animationsfilm Merida – Legende der Highlands sprach er die Rolle des Lord Macintosh.
Arne Elsholtz' Tochter Sissi Elsholtz arbeitete um die Jahrtausendwende unter der Regie ihres Vaters unregelmäßig als Sprecherin. So war sie die erste Sprecherin von Clyde Donovan (Trey Parker) in South Park (seit 1997).

### Dialogbuch und -regie
Seit den 1970er Jahren gehörte Arne Elsholtz zu den etabliertesten Synchronregisseuren und Dialogbuchautoren im deutschsprachigen Raum. Sein Wirken erstreckte sich von Kriminalfilmen wie Der Pate: Die Saga (1977), über Science-Fiction-Produktionen wie Kampf um die 5. Galaxis (1979), Das Imperium schlägt zurück (1980) und Die Rückkehr der Jedi-Ritter (1983), zu Komödien wie Und täglich grüßt das Murmeltier (1993), Abenteuerfilmen wie Indiana Jones und der Tempel des Todes (1984) und Indiana Jones und der letzte Kreuzzug (1989), Zeichentrickfilmen wie Peterchens Mondfahrt (1990), kommerziell erfolgreichen Kinoproduktionen wie E.T. – Der Außerirdische (1982) bis hin zu internationalen Sitcoms wie die sechs Staffeln umfassende US-Produktion Der Prinz von Bel-Air (1992 bis 1997), in der er dem Butler Geoffrey (Joseph Marcell) seine Stimme lieh, und die ersten 149 Folgen der 291 Episoden beinhaltenden australischen Serie Hey Dad!, in der er den Hauptdarsteller Robert Hughes synchronisierte.
Bekannt wurde Elsholtz zudem durch die Sprachfassungen von Monty-Python-Komödien wie Das Leben des Brian (1979) und Der Sinn des Lebens (1983) sowie Filmparodien wie Die unglaubliche Reise in einem verrückten Flugzeug (1980) und die Nackte-Kanone-Trilogie, in denen er die englischen Originaltexte zum Teil stark abwandelte und Dialoge frei ergänzte, mit dem Ziel, der deutschsprachigen Version mehr Wortwitz zu verleihen. Laut Katrin Fröhlich nahm Elsholtz mitunter auch ohne fertigen Text auf, wobei er sich an einer Rohübersetzung orientiert und die Dialoge basierend darauf improvisiert haben soll.

### Off-Stimme
Als Off-Sprecher war Arne Elsholtz in zahlreichen Radioprogrammen, Dokumentarfilmen und Werbespots zu hören. 2001 präsentierte er als Ansager und Kommentator – ohne optisch in Erscheinung zu treten – Verona Feldbuschs Sat.1-Show Einfach Verona!. Von 2001 bis 2003 sprach er die Moderationen für die Wer-wird-Millionär-Computerspiele. 2003 war Elsholtz als Stimme des Bordverkaufsvideo der Fluggesellschaft LTU zu hören.
Als Schauspieler vor der Kamera war Elsholtz nur selten aktiv, darunter in Robert Siodmaks Ost-West-Drama Tunnel 28 (1962) und in Bernd Fischerauers Fernseh-Dreiteiler In der Mitte eines Lebens (2002) neben Heiner Lauterbach.

## Hintergrund

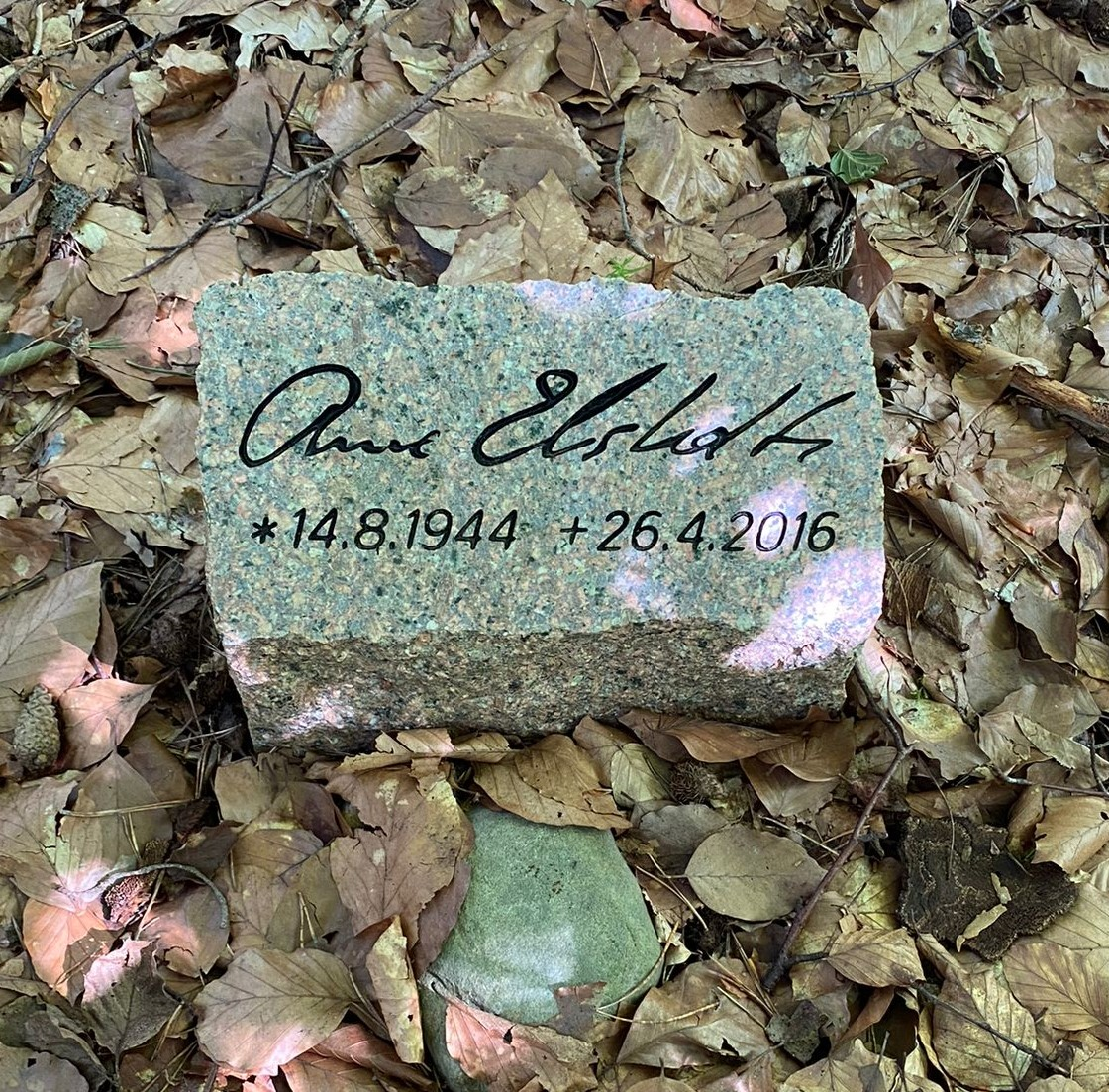
Grabstein auf dem Südwestkirchhof Stahnsdorf

Aus gesundheitlichen Gründen war es Arne Elsholtz 2008 nicht möglich, Tom Hanks in Der Krieg des Charlie Wilson zu synchronisieren. Vertreten wurde er von Joachim Tennstedt. Mit veränderter Stimme nahm Elsholtz seine Tätigkeit in der 2009 erschienenen Dan-Brown-Verfilmung Illuminati wieder auf. Nachdem Elsholtz Hanks in Extrem laut & unglaublich nah (2011) gesprochen hatte, wurde er in der Literaturverfilmung Cloud Atlas (2012), in der Tom Hanks sechs verschiedene Charaktere verkörperte, erneut durch Joachim Tennstedt ersetzt, wohingegen Elsholtz die Schauspieler Bill Murray, Kevin Kline und Jeff Goldblum auch in ihren 2012 synchronisierten Filmen sprach (z. B. Hyde Park am Hudson, Darling Companion – Ein Hund fürs Leben und Tim & Eric’s Billion Dollar Movie).
2013 wurde Elsholtz in Captain Phillips und Saving Mr. Banks wieder als Synchronsprecher für Tom Hanks eingesetzt, 2015 übernahm in Bridge of Spies – Der Unterhändler wieder Tennstedt.
Arne Elsholtz erhielt seine letzte Ruhestätte auf dem Südwestkirchhof Stahnsdorf.

## Filmografie
- 1962: Tunnel 28
- 1965: Der Fall Michael Reiber
- 1965: Es geschah in Berlin – Als gestohlen gemeldet…
- 1988: Der Commander
- 1997: Kleines Arschloch (Als Synchronsprecher)
- 2002: In der Mitte eines Lebens

## Hörspiele
- 1999: Blade Runner – Träumen Androiden, BR, in der Rolle des Isidore
- 2002: Hercules: Das Original-Hörspiel zum Film, Walt Disney Records
- 2007: 50 Jahre der Ewigkeit, Oskar Verlag, ISBN 978-3-938389-26-3

## Auszeichnungen
- 2003: Synchronsprecherpreis der Stadt Lippstadt